# Miyoshi Kiyoyuki

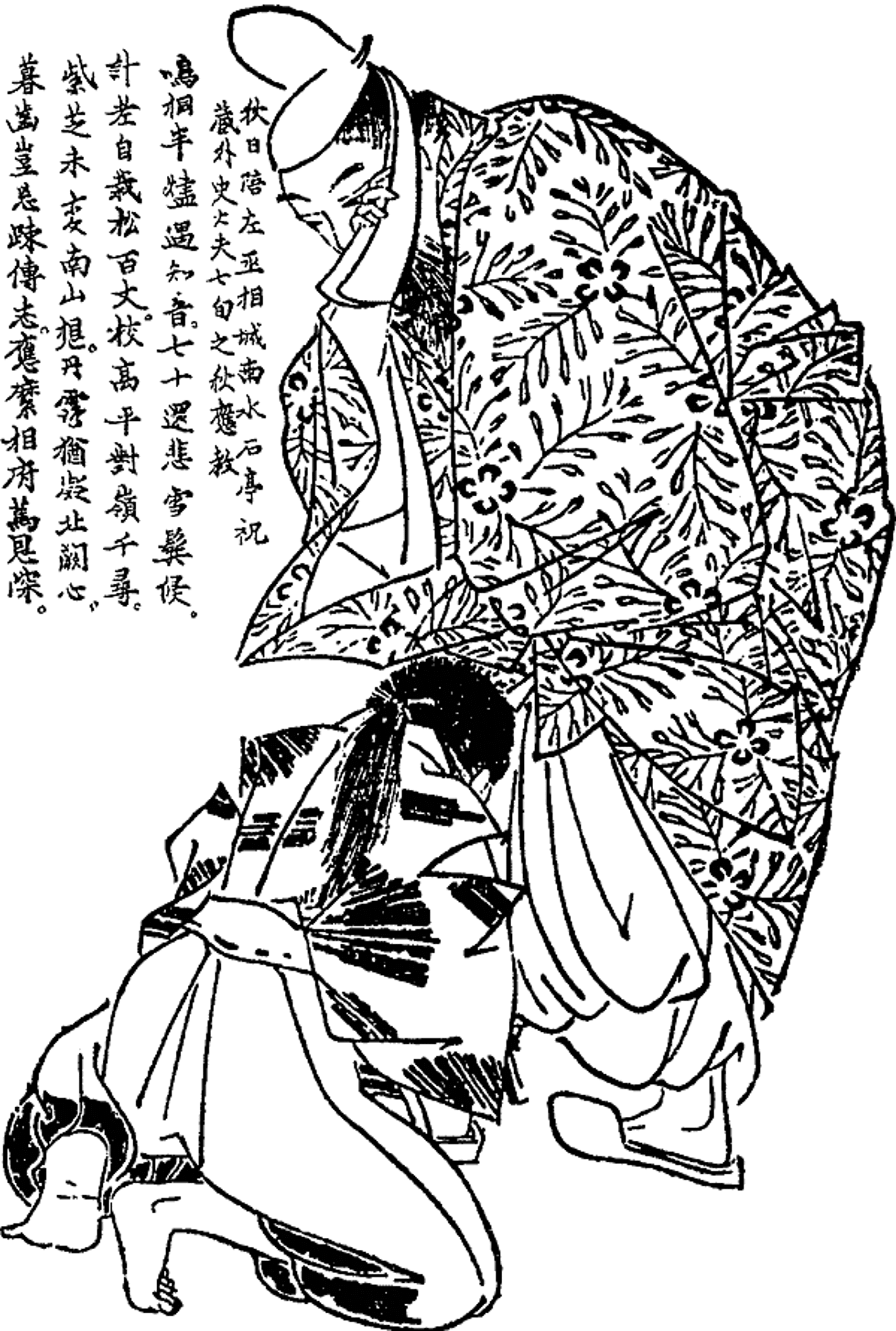
Miyoshi Kiyoyuki

Miyoshi Kiyoyuki (japanisch 三善 清行; geboren 847; gestorben 16. Januar 919 in Kyōto) war ein japanischer Gelehrter und Regierungsbeamter in der frühen Heian-Zeit.  Er wurde „Zenshōkō“ (善相公) – etwa „Guter Fürst“ genannt.

## Leben und Wirken
Miyoshi Kiyoyuki war der dritte Sohn von Awaji no kami Miyoshi Ujiyoshi (淡路守 三善 氏吉). Seine Mutter war eine Tochter aus dem Saeki-Klan (佐伯氏). In jungen Jahren studierte er bei dem Gelehrten Kose no Fumio (巨勢 文雄: 824–892) und wurde „Schreibschüler“ (文章生, Bunjōshō), dann „Höherer Schreibschüler“ 881, im Alter von 35 Jahren legte er die Strategieprüfung ab, scheiterte jedoch (der damalige Fragesteller war Sugawara Michizane), bestand aber zwei Jahre später und wurde Regierungsbeamter.
Während des Akō-Streits (887), der während Miyoshis Zeit als „Dainaiki“ stattfand, argumentierten Fujiwara no Sukeyo (藤原 佐世; 847–898) und andere, dass „Akō“ (阿衡) zwar ein berühmtes aber wertloses Amt sei. Sugawara Michizane verteidigte Tachibana no Hiromi (橘 広相; 837–890), der die gegenteilige Ansicht vertrat. Danach lebte Miyoshi als Bitchūsuke (備中介), also als Vertreter des Gouverneurs der Provinz Bitchū, vier Jahre lang auf dem Land und lernte die örtlichen Probleme kennen. Diese Erfahrung spiegelte sich in den „Zwölf Artikeln meiner Meinung“ (意見封事十二カ条, Iken fuji jūni kajō) wider, die er Kaiser Daigo im Jahr 914 überreichte. Bereits im Jahr 900, kurz nachdem er Mönch geworden war, hatte er einen Brief an Sugawara, den Minister der Rechten, geschickt, in dem er dessen Rücktritt empfahl. Er schlug sich in diesem Zusammenhang auf die Seite von Fujiwara no Tokihira (藤原 時平; 871–909), dem Minister des Linken. Sugawara wurde nach Dazaifu versetzt, was eine Degradierung war.
Da es das Jahr des Hahns war, befürwortete er die Einführung einer neuen kaiserlichen Ära (年号, Nengō), tatsächlich erlebte die Verwirklichung, die  Engi-Ära (901–923). Kurz vor dem Wandel der Ära wurde er zum Leiter der Universität ernannt. Er lebte allein in dem Haus, das er sich am Kanal Gojō Horikawa (五条堀川) in Kyōto gekauft hatte. Die Geschichte in „Konjaku Monogatari Shū“ (今昔物語集), zeigt die Fähigkeiten von Kiyoyuki, der sich gut mit Onmyōdō und der Mathematik (算道, Sandō) auskannte und der sich mit I Ging beschäftigte, diese Zusammenhänge gut darzustellen. Mit Fujiwara no Tokihira und anderen war er an der Zusammenstellung von „Engi Kyakushiki“ beteiligt und schrieb Biografien wie „Enchin Oshoden“ (円珍和尚伝), „Fujiwara Yasunori Den“ (藤原保則伝) und „Zenke Hitsuki“ (善家秘記).
Jahrelang litt Kiyoyoshi an einer Augenkrankheit und konnte das Werk „Tsumeganbun“ (詰眼文) nicht vollenden. Im Alter von 71 Jahren wurde er Mitglied des Rates (参議, Sangi), verstarb jedoch im folgenden Jahr.